# Niue Island Soccer Association
Die Niue Island Soccer Association (NISA) ist der Fußballverband Niues. Er wurde 1960 gegründet war bis März 2021 assoziiertes Mitglied der Oceania Football Confederation. Sie organisiert die Nationale Fußballliga und die Niueanische Fußballauswahl.
Im März 2021 zog der ozeanische Fußballverband den assoziierten Status Niues zurück, da die NISA seit mindestens zehn Jahren nicht aktiv ist. Die NISA bestritt das allerdings.
2021 wurde ein Nachfolgeverband gegründet: die Niue Football Association.
Eine zukünftige Aufnahme in den ozeanischen Fußballverband ist nicht ausgeschlossen.